# Marino Lazzari
Marino Lazzari (Alatri, 14 maggio 1883 – Nettuno, 25 dicembre 1975) è stato un letterato italiano.

## Biografia
Dopo aver compiuto gli studi classici ad Alatri, si laureò in Lettere e Filosofia all'Università di Napoli nel 1905.
Distinto insegnante, iscritto nel ruolo d'onore, esercitò la sua professione in varie città  d'Italia e collaborò con numerose riviste politiche del tempo, come L'Idea nazionale e L'Epoca.
Stretto collaboratore di Giuseppe Bottai (che conobbe probabilmente all'Epoca), quando Bottai divenne ministro dell'Educazione nazionale fu da questi voluto, nel 1938, come direttore generale delle Antichità e delle Belle Arti, incarico che mantenne fino al 1943. Dal 1940 Lazzari diresse la rivista Le arti, rassegna bimestrale di arte antica e moderna.
Per Alatri volle il restauro della chiesa di San Silvestro e della Collegiata di Santa Maria Maggiore, per riportarle nella veste originale.
Fece parte della commissione ministeriale che nel 1939 si occupò della stesura della legge 29.06.1939, n.1497, sulla difesa delle bellezze naturali.
Nel febbraio 1944 fu arrestato assieme ad altri centocinquanta funzionari del ministero.
L'opera di Lazzari fu lodata da don Giuseppe De Luca in Umori del tempo (L'Avvenire d'Italia, 3 dicembre 1940).

## Opere
- A piè del monte. Versi (1901-1906), Napoli, 1907.
- L'animo e l'ingegno di Niccolò Tommaseo, Roma-Milano, 1911.
- L'azione per l'arte, prefazione di Giuseppe Bottai, Firenze, Le Monnier, 1940.
- Problemi e fatti dell'arte, Firenze, Le Monnier, 1942.